# Caudillos de Chihuahua
| Caudillos                                               | Caudillos                            |
| Gegründet 2019 Spielen in Chihuahua                     | Gegründet 2019 Spielen in Chihuahua  |
| ------------------------------------------------------- | ------------------------------------ |
| \| \| \| \| \| \|                                       |                                      |
| Liga                                                    |                                      |
| - FAM (2020–2022) División BWW (2020) - LFA (seit 2023) |                                      |
| Personal                                                |                                      |
| Besitzer                                                | Jorge Ginther                        |
| Head Coach                                              | Federico Landeros Rodríguez          |
| Teamgeschichte                                          |                                      |
| Teamnamen                                               | - Caudillos de Chihuahua (seit 2020) |
| Erfolge                                                 |                                      |
| Meisterschaften (2) - Tazón México 2023, 2024           |                                      |
| Play-off-Teilnahmen (3) - FAM 2022 - LFA 2023, 2024     |                                      |
| Stadien                                                 |                                      |
| - Estadio Olímpico Universitario (seit 2020)            |                                      |
|                                                         |                                      |
|                                                         |                                      |

Die Caudillos de Chihuahua sind ein mexikanisches American-Football-Team aus der Stadt Chihuahua. Das 2019 gegründete Team spielte bis 2022 in der Fútbol Americano de México (FAM). Zur Saison 2023 wechselte das Team in der Liga de Fútbol Americano Profesional (LFA). Dort blieb man in den ersten beiden Spielzeiten ohne Niederlage und konnte jeweils in perfekten Saisonen die Meisterschaft gewinnen.
Seine Heimspiele trägt das Team im Estadio Olímpico Universitario José Reyes Baeza aus, welches der Universidad Autónoma de Chihuahua gehört.

## Geschichte
Das Team wurde am 1. August 2019 als Expansionsteam der FAM gegründet, die 2019 ihre erste Saison absolviert hatte. Präsident wurde der Geschäftsmann Jorge Ginther. Der Name Caudillos (Heerführer), die Farben und das Logo wurden nach der Gründung von den Fans gewählt. Tryouts fanden in Chihuahua sowie in El Paso, Texas, USA, statt.
Ihr erstes Spiel am 22. Februar 2020 konnten die Caudillos zu Hause mit 53:13 gegen die Tequileros de Jalisco für sich entscheiden. Es folgten weitere Siege bei den Rojos CDMX aus Mexiko-Stadt und gegen die Centauros de Ciudad Juárez. Nach dem vierten Sieg der Caudillos, diesmal bei den Bulldogs de Naucalpan, wurde die Saison wegen der Covid-19-Pandemie abgebrochen.
Für die Saison 2021 verpflichteten die Caudillos mit Trent Richardson einen ehemaligen NFL-Spieler. Wegen der anhaltenden Covid-19-Pandemie wurde die Saison jedoch abgesagt.
Als Nachfolger für Head Coach Mauricio Balderrama wurde im Februar 2022 Federico Landeros verpflichtet. Die Caudillos starteten am 29. April 2022 mit einer 9:28-Niederlage gegen die Parrilleros de Monterrey in die Saison 2022. Mit fünf Siegen und drei Niederlagen landeten die Caudillos auf Platz 4 der neun Mannschaften und qualifizierten sich für das Halbfinale. Dort unterlag das Team den Parrilleros de Monterrey mit 23:27.
Nach der Saison 2022 stellte die FAM auf Grund finanzieller Probleme den Spielbetrieb ein. Die Caudillos de Chihuahua gaben am 18. Oktober 2022 bekannt, zukünftig in der LFA anzutreten, von der sich die FAM 2019 abgespalten hatte.

## Statistiken

### Spielzeiten
| Saison | Liga   | Head Coach          | Reguläre Saison | Reguläre Saison | Reguläre Saison | Reguläre Saison | Reguläre Saison | Reguläre Saison | Play-Offs                                                          |
| Saison | Liga   | Head Coach          | Sp              | S               | N               | SQ              | P+              | P–              | Play-Offs                                                          |
| ------ | ------ | ------------------- | --------------- | --------------- | --------------- | --------------- | --------------- | --------------- | ------------------------------------------------------------------ |
| 2020   | FAM    | Mauricio Balderrama | 4               | 4               | 0               | 1.000           | 164             | 28              | Saison abgebrochen                                                 |
| 2022   | FAM    | Federico Landeros   | 8               | 5               | 3               | 0.625           | 296             | 155             | Halbfinale @Parrilleros 23:27 verloren                             |
| 2023   | LFA    | Federico Landeros   | 10              | 10              | 0               | 1.000           | 362             | 188             | Halbfinale gg. Fundidores 34:20 Tazón Mexićo VI gg. Dinos 10:0     |
| 2024   | LFA    | Federico Landeros   | 10              | 10              | 0               | 1.000           | 252             | 114             | Halbfinale gg. Fundidores 20:12 Tazón Mexićo VII gg. Raptors 34:14 |
| Gesamt | Gesamt | Gesamt              | 32              | 29              | 3               | 0.864           | 1074            | 485             | Vier Siege, eine Niederlage                                        |

### Direkter Vergleich
|                            | Liga    | Sp | S | N | SQ    | P+  | P-  |
| -------------------------- | ------- | -- | - | - | ----- | --- | --- |
| Bulldogs de Naucalpan      | FAM     | 2  | 2 | 0 | 1.000 | 081 | 024 |
| Centauros de Ciudad Juárez | FAM     | 1  | 1 | 0 | 1.000 | 069 | 003 |
| Dinos de Saltillo          | LFA     | 3  | 3 | 0 | 1.000 | 078 | 027 |
| Fundidores de Monterrey    | LFA     | 4  | 4 | 0 | 1.000 | 123 | 091 |
| Galgos de Tijuana          | LFA     | 2  | 2 | 0 | 1.000 | 061 | 019 |
| Gallos Negros de Querétaro | LFA     | 2  | 2 | 0 | 1.000 | 075 | 027 |
| Jefes de Ciudad Juárez     | FAM/LFA | 2  | 2 | 0 | 1.000 | 097 | 050 |
| Marlins del los Cabo       | FAM     | 1  | 0 | 1 | 0.000 | 029 | 032 |
| Mexicas CDMX               | LFA     | 2  | 2 | 0 | 1.000 | 076 | 047 |
| Parrilleros de Monterrey   | FAM     | 2  | 0 | 2 | 0.000 | 032 | 055 |
| Pioneros de Querétaro      | FAM     | 1  | 1 | 0 | 1.000 | 043 | 006 |
| Raptors de Naucalpan       | LFA     | 3  | 3 | 0 | 1.000 | 101 | 063 |
| Reyes de Jalisco           | LFA     | 2  | 2 | 0 | 1.000 | 097 | 031 |
| Rojos Lindavista/Reds CDMX | FAM/LFA | 3  | 2 | 1 | 0.667 | 088 | 056 |
| Tequileros Jalisco         | FAM     | 2  | 2 | 0 | 1.000 | 088 | 027 |
| Tiburones de Cancún        | FAM     | 1  | 1 | 0 | 1.000 | 062 | 000 |

Nicht mehr existierende Mannschaften sind kursiv geschrieben.

### Einzelspiele
| Datum            | Gegner                          |                                   |       |
| ---------------- | ------------------------------- | --------------------------------- | ----- |
| 22. Februar 2020 | Tequileros de Jalisco           | Estadio Olímpico Universitario    | 57:13 |
| 29. Februar 2020 | @Rojos de Lindavista            | Velódromo Olímpico Agustín Melgar | 21:0  |
| 7. März 2020     | Centauros de Ciudad Juárez      | Estadio Olímpico Universitario    | 69:03 |
| 14. März 2020    | @Bulldogs de Naucalpan          | Estadio Jaime Labastida           | 20:12 |
| 29. April 2022   | @Parrilleros de Monterrey       | Estadio Banorte                   | 09:28 |
| 7. Mai 2022      | Pioneros de Querétaro           | Estadio Olímpico Universitario    | 43:06 |
| 21. Mai 2022     | Rojos CDMX                      | Estadio Olímpico Universitario    | 40:49 |
| 28. Mai 2022     | @Tequileros de Jalisco          | Polideportivo Revolucion          | 31:14 |
| 4. Juni 2022     | Tiburones de Cancún             | Estadio Olímpico Universitario    | 62:0  |
| 11. Juni 2022    | @Jefes de Ciudad Juárez         | Estadio 20 de Noviembre           | 21:14 |
| 18. Juni 2022    | @Marlins del los Cabo           | Estadio Don Koll Los Cabos        | 29:32 |
| 25. Juni 2022    | Bulldogs de Naucalpan           | Estadio Olímpico Universitario    | 61:12 |
| 3. Juli 2022     | @Parrilleros de Monterrey       | Estadio Banorte                   | 23:27 |
| 5. März 2023     | @Jefes de Ciudad Juárez         | Estadio 20 de Noviembre           | 20:12 |
| 11. März 2023    | Galgos de Tijuana               | Estadio Olímpico Universitario    | 51:16 |
| 18. März 2023    | Reds de la Ciudad de México     | Estadio Olímpico Universitario    | 27:07 |
| 25. März 2023    | @Mexicas de la Ciudad de México | Campo Redskins                    | 42:34 |
| 1. April 2023    | @Reyes de Jalisco               | Fortaleza Azul                    | 48:14 |
| 15. April 2023   | Dinos de Saltillo               | Estadio Olímpico Universitario    | 29:19 |
| 23. April 2023   | @Fundidores de Monterrey        | Estadio Banorte                   | 33:25 |
| 29. April 2023   | Gallos Negros de Querétaro      | Estadio Olímpico Universitario    | 47:13 |
| 6. Mai 2023      | Raptors de Naucalpan            | Estadio José Ortega Martínez      | 39:36 |
| 13. Mai 2023     | Jefes de Ciudad Juárez          | Estadio Olímpico Universitario    | 28:12 |
| 27. Mai 2023     | Fundidores de Monterrey         | Estadio Olímpico Universitario    | 34:20 |
| 10. Juni 2023    | Dinos de Saltillo               | Estadio Olímpico Universitario    | 10:0  |
| 2. März 2024     | Jefes de Ciudad Juárez          | Estadio Olímpico Universitario    | 28:12 |
| 8. März 2024     | @Galgos de Tijuana              | Estadio Caliente                  | 10:3  |
| 23. März 2024    | Mexicas CDMX                    | Estadio Olímpico Universitario    | 34:13 |
| 7. April 2024    | @Reyes de Jalisco               | Estadio Reyes Comude              | 49:17 |
| 15. April 2024   | @Dinos de Saltillo              | Estadio Francisco I. Madero       | 39:8  |
| 20. April 2024   | Fundidores de Monterrey         | Estadio Olímpico Universitario    | 36:34 |
| 27. April 2024   | @Gallos Negros de Querétaro     | Estadio Olímpico de Querétaro     | 28:14 |
| 4. Mai 2024      | Raptors de Naucalpan            | Estadio Olímpico Universitario    | 28:13 |
| 24. Mai 2024     | Fundidores de Monterrey         | Estadio Olímpico Universitario    | 20:12 |
| 8. Juni 2024     | Raptors de Naucalpan            | Estadio Corregidora               | 34:14 |